# Train in Vain
Pistes de London Calling
Revolution Rock
(D.4)
Train in Vain est une chanson du groupe britannique de punk rock The Clash, parue en 1979 sur l'album London Calling. Le morceau est composé par Mick Jones et Joe Strummer.
Contrairement à la majorité des chansons du groupe, c'est Mick Jones qui chante ici, et non pas Joe Strummer.
Ce titre est la première chanson des Clash à atteindre le Top 30 des charts américains.

## Origines
La chanson est écrite en une nuit et enregistrée le jour suivant, à la fin des sessions d'enregistrement de l'album London Calling. Il est initialement prévu qu'elle soit offerte en cadeau promotionnel avec le magazine de rock britannique New Musical Express. Mais comme Mick Jones le commente : « C'est un peu trop bon pour la donner gratuitement avec le NME. », les Clash décident finalement de l'ajouter sur leur propre album.
Le résultat de cet ajout tardif est que Train in Vain est la seule chanson à ne pas avoir ses paroles imprimées sur le livret et qu'elle n'apparait même pas dans la liste des titres.
Au départ donc, non référencé sur la track list, le titre semble être une chanson cachée à la fin de l'album. Cependant, Bill Price, manager et ingénieur des studios Wessex, fait remarquer que Train in Vain est « la dernière chanson que nous ayons finie après que la pochette soit partie pour l'imprimerie ».

## Sens et inspiration
Le sens du titre de la chanson reste obscur. Aucun train n'est mentionné dans la chanson. Mick Jones, principal auteur de cette chanson, l'explique de la façon suivante : « La piste avait comme un rythme de train, et il y avait, encore une fois, ce sentiment d'être perdu. ».
Train in Vain est une chanson d'amour, avec presque des paroles « country et western » qui rappellent le classique Stand By Your Man de Tammy Wynette. Musicalement, des parties ressemblent à But It's Alright, le tube américain de 1966 de J.J. Jackson (en).
Joe Strummer indique : « J'ai baigné dans le blues et le R&B anglais en tant qu'adolescent, alors je suis allé vers le R&B noir américain avec mon groupe The 101'ers. Mick avait écouté un tas de trucs aussi, et il avait cette dimension supplémentaire de la scène glam/thrash des New York Dolls et Stooges »

## Anecdote
Aux États-Unis, le titre de la chanson est allongé en Train In Vain (Stand By Me), les mots Stand by me dominant le refrain. Elle reste intitulée en partie Train In Vain afin de ne pas créer de confusion avec la chanson Stand By Me, signée Ben E. King.
La chanson Stupid Girl du groupe rock américain Garbage est entièrement construite sur le rythme de batterie de Train In Vain. Joe Strummer et Mick Jones en sont d'ailleurs crédités comme coauteurs et reçoivent des royalties pour cette chanson.
La chanson est reprise par : 
- EMF,
- Dwight Yoakam,
- The Manic Street Preachers
- Annie Lennox,
- Third Eye Blind,
- Sheryl Crow
- et The Black Crowes

On peut l'entendre dans le film Toi et moi... et Dupree.
Ou encore dans la "part" de Rodney Mullen dans la vidéo de skate Almost Round Three.